# 矯正 (法学)
矯正（きょうせい）とは、犯罪を犯した人間を拘禁し、刑罰を加え、同時にその更生と社会復帰を促す一連の行為をさす。病気のある受刑者には医療も施される。日本の場合中央政府（法務省矯正局）が管轄するとともに教誨師、篤志面接委員などのボランティアの協力を得ている。
日本での矯正施設には、刑務所、少年刑務所、拘置所、少年院、少年鑑別所及び婦人補導院が含まれる。これらに準じる施設として児童自立支援施設（旧称・教護院）がある。